# Tibouchina herincquiana
Tibouchina herincquiana là một loài thực vật có hoa trong họ Mua. Loài này được Cogn. miêu tả khoa học đầu tiên.